# Комиссаровка (Владимирская область)
Комиссаровка — посёлок в Гусь-Хрустальном районе Владимирской области России, входит в состав Муниципального образования «Посёлок Анопино».

## География
Посёлок расположен в 4 км на северо-запад от центра поселения посёлка Анопино и в 14 км на север от Гусь-Хрустального, ж/д станция Комиссаровка на  линии Владимир — Тумская. 

## История
По данным 1926 года имелось два населённых пункта Комиссаровский (посёлок и лесопильный завод), в которых числилось 18 дворов, оба входили в состав Арсамакинской волости Гусевского уезда. 
С 1929 года посёлок входил в состав Александровского сельсовета Гусь-Хрустального района, с 1940 года — в составе Анопенского сельсовета, с 1954 года — в составе Арсамакинского сельсовета, с 1971 года — в составе Вашутинского сельсовета, с 2005 года — в составе Муниципального образования «Посёлок Анопино».

## Население
| 1926 | 2002 | 2010 | 2021 |
| ---- | ---- | ---- | ---- |
| 93   | ↘57  | ↗89  | ↘42  |